# ويليام أ. ماكلويد
ويليام أ. ماكلويد هو سياسي كندي، ولد في 31 أكتوبر 1883 في Lansdowne, Nova Scotia ‏ في كندا، وتوفي في 12 أبريل 1961 في غلاسكو الجديدة، نوفاسكوشيا في كندا. نشط حزبياً في جمعية المحافظين التقدمية لنوفا سكوشا.